# Georges Fontvieille
Pour les articles homonymes, voir Fontvieille (homonymie).
Georges Fontvieille (Lyon 4e, 2 juin 1927 - 1er septembre 1944) est un résistant français torturé et tué par les Allemands à Morbier, dans le Jura.